# Kirovskij rajon (Territorio del Litorale)
Il Kirovskij rajon (in russo Ки́ровский райо́н?) è un rajon (distretto) del Territorio del Litorale, nell'estremo oriente russo; il capoluogo è l'insediamento di tipo urbano di Kirovskij.